# Björn Pedersson (Bååt)
Björn Pedersson (Bååt), död 1 juni 1570, var en svensk ämbetsman.

## Biografi
Björn Pedersson (Bååt) var son till slottsloven Peder Erlandsson (Bååt) och Märta Björnsdotter (pukehorn). Han blev 25 september 1525 fogde på Värmlandsberg. Björn Pedersson var från 1540 till 1545 kammarråd och från 1547 till 1560 riksråd. Han avled 1570 och begravdes i Sorunda kyrka.
Björn Pedersson ägde gården Fållnäs i Sorunda socken.

### Familj
Björn Pedersson gifte sig första gången 1528 med Brita Nilsdotter (död 1549). Hon var dotter till lagmannen Nils Bosson (Grip)  i Östergötlands lagsaga och Anna Trolle. De fick tillsammans barnen Märta Björnsdotter, Nils Björnsson, Lars Björnsson, Nils Björnsson, Märta Björnsdotter, riksrådet Gustaf Björnsson (Bååt) (död 1594), hovrättsrådet Erland Björnsson (Bååt) (död 1628) i Svea hovrätt, Brita Björnsdotter (död 1592) som var gift med Johan Mattsson (bågsköld) och Christer Carlsson Månesköld), Anna Björnsdotter som var gift med fänriken Arent Joensson (Gyllenhorn), Peder Björnsson, ståthållare Jakob Björnsson (Bååt) och Margareta Björnsdotter.
Björn Pedersson gifte sig andra gången med Christina Krumme (död 1562). Hon var dotter till ståthållaren Nils Nilsson Krumme på Stockholms slott och Margareta Siggesdotter (sparre). De fick tillsammans barnen Magdalena Björnsdotter som var gift med kammarjunkaren Erik Andersson (Ekeblad) och Torsten Christoffersson (Forstenasläkten), Bo Björnsson, Jöns Björnsson och Märta Björnsdotter.